# Torsukattak (fjord i Grönland, Qaasuitsup, lat 69,97, long -51,08)
Torsukattak är en fjord i Grönland (Kungariket Danmark).   Den ligger i kommunen Qaasuitsup, i den centrala delen av Grönland, 600 km norr om huvudstaden Nuuk.